# ترجمة بمساعدة الحاسوب
اَلتَّرْجَمَةُ بِمُسَاعَدَةِ اَلْحَاسُوبِ (بالإنجليزية: Computer-aided translation، تختصر CAT - ت م ح)، مصطلح واسع النطاق إذ يشمل مجموعة من الأدوات، من البسيطة إلى الأعْقَدِ إلى حدٍ ما. تشمل:
- أدوات ذاكرة الترجمة: وهي تتكون من قاعدة بيانات لأجزاء النص في اللغة المصدر وترجماتها إلى لغة أو أكثر من لغة مستهدفة.
- المدقق الإملائية، إما أن تضاف إلى برنامج معالجة النصوص، أو إلى برامج إضافية.
- المدقق النحوية: تكون في برامج معالجة النصوص أو تكون متوفرة في كبرامج إضافية.
- إدارة المصطلحات تساعد المترجمين على إدارة بنك المصطلحات إلكترونيا، إذ يمكن إنشاؤه من خلال جدول بسيط في برنامج معالجة الكلمات أو جدول بيانات، أو قاعدة بيانات ُتنشأ في برنامج مثل FileMaker Pro أو حلول قوية أكثر (وباهظة الثمن) حزم برامج متخصصة مثل SDL MultiTerm و LogiTerm و Termex ، TermWeb ، إلخ.
- القواميس إلكترونية اما ان تكون أحادية اللغة أو ثنائية.
- القواميس إلكترونية اما ان تكون أحادية اللغة أو ثنائية.

قواعد بيانات المصطلحات تكون على الكمبيوتر المضيف أو يمكن الوصول إليها عبر الإنترنت مثل TERMIUM TERMIUM Plus أو Grand dictionnaire terminologique
من بنوك المصطلحات الكبيرة من مكتب كويبيك للغة الفرنسية.
أدوات البحث عن النص الكامل (الفهرسة): تسمح للمستخدم بالاستعلام عن النصوص المترجمة مسبقا أو الوثائق المرجعية بمختلف أنواعها. بعض من هذه المفهرسات: ISYS Search Software و dtSearch Desktop و Naturel.
برامج التوافق: هي برامج تسترجع مفردات مماثلة للكلمة أو تعبير والسياق التابع به في مجموعة أحادي اللغة أو ثنائية اللغة أو متعددة اللغات، مثل نص الثنائي أو ذاكرة ترجمة.
- محاذاة نص الثنائي: أدوات محاذاة النص المصدر مع ترجمته والذي يمكن تحليله باستخدام أدوات البحث عن النص الكامل أو أدوات برنامج التوافق.
- برامج إدارة المشاريع: تسمح للغوين بهيكلة مشاريع الترجمة المعقدة في شكل سلسلة من المهام (تسمى غالبًا «سير العمل») وتعيين المهام المختلفة لأشخاص مختلفين، وتتبع التقدم المحرز في كل مهمة من هذه المهام.
- وتعد الأنظمة الأوتوماتيكية تقريباً كالترجمة الآلية ولكنها تستخدم بالتقرير في الحالات الغامضة وهذه هي التي تسمى أحياناً بمساعد حقوق الترجمة الآلية.

## برامج ذاكرة الترجمة
تخزن برامج ذاكرة الترجمة النصوص الأصلية المترجمة والنصوص المستهدفة المكافئة لها في قاعدة بيانات وتسترجع المقاطع ذات الصلة أثناء ترجمة النصوص الجديدة. [3]
تقوم هذه البرامج بتقسيم النص المصدر إلى وحدات مدارة تعرف ب«المقاطع»، يمكن اعتبار جملة نص المصدر أو وحدة تشبه الجملة (عناوين أو عناوين أو عناصر في قائمة) جزءًا. يمكن أن يجزأ النص إلى وحدات كبيرة مثل الفقرات أو إلى وحدات صغيرة مثل الجمل.
حينما يعمل المترجم على مستند يعرض البرنامج كل جزء من النص الأصلي على التوالي ويوفر ترجمة سابقة لإعادة استعمالها وذلك إذا وجد البرنامج جزء مطابق للنص الأصلي في قاعدة بياناته. إذ لم يجد ما يناسبه سيسمح البرنامج للمترجم بإدخال ترجمة للجزء الجديد. بعد الانتهاء من ترجمة الجزء يحفظها البرنامج وينتقل للجزء الجديد الذي يليه.
إن ذاكرة الترجمة كمفهوم هي قاعدة بيانات بسيطة لحقول تحتوي على الجزء الأصلي وترجمته ومعلومات أخرى مثل تاريخ تكوين الجزء وآخر مرة أدخل فيه واسم المترجم وهكذا. هناك طريقة أخرى لذاكرة الترجمة لا يتضمن تكوين قاعدة بيانات بل يعتمد على وثائق مرجعية منحازة (مثل: ستار ترانزيت)
تعمل بعض برامج ذاكرة الترجمة كبيئة مستقلة بينما البرامج الأخرى تعمل كبرامج قابلة للزيادة أو مدمجة إلى معالجة الكلمات تجارياً أو معالجة البرامج الأخرى للعمل. إن البرامج القابلة للزيادة تسمح للملفات الأصلية من صيغ مختلفة مثل ملفات سطح المكتب وجداول البيانات ورمز HTML أن تستخدم بواسطة برنامج ذاكرة الترجمة.

## التطبيقات
هناك العديد من البرمجيات الخاصة بترجمة اللغة الطبيعية، العديد منها على الانترنت، مثل نظام systran الذي يدعم كل من ترجمة غوغل (google translate) وبابل فيش (babble fish)التابع لنظام آلتافيستا(Alta vista). وبالرغم من عدم توفر نظام الكأس المقدسة «النظام التلقائي للترجمة الآلية ذات الجودة العالية» (نتتاجع)، والعديد من النظم تنتج نواتج معقولة.
على الرغم من العيوب المتاصلة، فإن برامج الترجمة الآلية تستخدم في جميع أنحاء العالم. وعلى الأغلب فإن أكثر مستخدميه المؤسسين هم اللجنة الأوروبية.
يستخدم توغل تكست Toggletext نظام يقوم على نقل المعلومة معروف باسم (kataku) للترجمة بين اللغتين الانكليزيه والاندونيسيه.
ادعت غوغل انه تم الحصول على نتائج واعدة الملكية باستخدام محرك الترجمة الآلية الإحصاٍئية. لدى محرك الترجمة الإحصائية المستخدمة في أدوات غوغل للغات من اللغة العربية إلى الإنكليزية ومن الصينية إلى الإنجليزية قد شمل رصيد0.4281 أكثر من الوصيفه آى بى ام للbleu - 4 التي حصلت على 0.3954 نقطة (صيف 2006) في الاختبارات التي اجراها المعهد الوطني للمعايير والتكنولوجيا.
نفذت Uwe Mueggeموقع تجريبي يستخدم لغة مسيطرة تجمع بينها وبين اداة غوغل التي تنتج ترجمة آلية عالية
الجودة باللغات الإنجليزية والالمانيه والفرنسية في موقعها على شبكة الإنترنت.
في الاونة الأخيرة مع التركيز على الإرهاب، فان مصادر عسكرية في الولايات المتحدة قد استثمرت مبالغ كبيرة من المال في هندسة اللغة الطبيعية والهندسة. كما أن صندوق رأس المال الاستثماري التي تموله المخابرات الأمريكية للمجتمع، قد استثمر استثمار كبير من التكنولوجيات الجديدة لتنشيط القطاع الخاص وأصحاب المشاريع. إحدى الشركات المطروحة هي لانغويج ويفر. حاليا المجتمع العسكري مهتم بترجمة ومعالجة اللغات مثل العربية والباشتو والداري.
مكتب تكنولوجيا معالجة المعلومات في داربا تستضيف برامج مثل المد والجزر ومترجم بابل. وقد منحت القوة الجوية الأمريكية عقد بمليون دولار لتطوير تكنولوجية ترجمة اللغات.

## بعض تطبيقات الترجمة بمساعدة الحاسوب
| التطبيق              | صيغ الملفات المدعومة | نظام التشغيل           | الترخيص           |                   |
| -------------------- | --- | ---------------------- | ----------------- | ----------------- |
| فِرتال Virtaal        | XLIFF, Gettext PO and MO, TMX, TBX, Wordfast TM, Qt ts | متعدد المنصات (بايثون) | رخصة جنو العمومية | رخصة جنو العمومية |
| GlobalSight          | Text ANSI / ASCII / Unicode for Windows, Text for Apple Macintosh, HTML, XML (ASP.NET, ASP, JSP, XSL), SGML, SVG (Scalable Vector Graphics), MS Word for Windows, MS Excel, MS PowerPoint, RTF, RC, QuarkXPress, Adobe FrameMaker, Adobe PageMaker, Interleaf /Quicksilver, Adobe InDesign                                                     | متعدد المنصات (جافا)   | رخصة أباتشي 2.0   | رخصة أباتشي 2.0   |
| gtranslator          | PO | بوزيكس                 | رخصة جنو العمومية | رخصة جنو العمومية |
| لوكالايز Lokalize    | Gettext PO, كيوت ts, XLIFF | متعدد المنصات          | رخصة جنو العمومية | رخصة جنو العمومية |
| OmegaT               | Plain text, HTML, XHTML, StarOffice, OpenOffice.org, OpenDocument (ODF), MS Office Open XML, Help & Manual, HTML Help Compiler (HCC), LaTeX, DokuWiki, QuarkXPress CopyFlow Gold, DocBook, Android Resource, Java Properties, Typo3 LocManager, Mozilla DTD, Windows RC, WiX, ResX, INI files, XLIFF, Gettext PO, SubRip Subtitles, SVG Images | متعدد المنصات (جافا)   | رخصة جنو العمومية | رخصة جنو العمومية |
| Open Language Tools ‏ | XLIFF, HTML/XHTML, XML, DocBook SGML, ASCII, StarOffice/OpenOffice/ODF, .po (gettext), .properties, .java (ResourceBundle), .msg/.tmsg (catgets) | متعدد المنصات (جافا)   | CDDL              | CDDL              |
| Poedit               | Gettext PO | متعدد المنصات          | رخصة إم إي تي     | رخصة إم إي تي     |
| Pootle               | Gettext PO, XLIFF, OpenOffice GSI files (.sdf), TMX, TBX, Java Properties, DTD, CSV, HTML, XHTML, Plain Text | متعدد المنصات (بايثون) | رخصة جنو العمومية | رخصة جنو العمومية |